# مدل مو (فیلم)
«مدل مو» (پرتغالی: Corte de Cabelo) یک فیلم است که در سال ۱۹۹۵ منتشر شد.